# Adrian Eröd
Adrian Eröd (* 1970 in Wien) ist ein österreichischer Opernsänger mit der Stimmlage Bariton. Er ist der Sohn des ungarischstämmigen Komponisten Iván Eröd. Seine Mutter Marie-Luce Guy stammt aus Frankreich.

## Werdegang
Adrian Eröd besuchte als Schüler das Akademische Gymnasium Graz und absolvierte seine Reifeprüfung im Jahr 1988. Nach seinem Studium bei Walter Berry und Franz Lukasovsky an der Hochschule für Musik und Darstellende Kunst in Wien nahm er erfolgreich an mehreren Wettbewerben teil. Er gewann das George London Stipendium und wurde 1998 für seine Interpretationen des Billy Budd in der gleichnamigen Oper von Benjamin Britten und des Grafen Almaviva in Mozarts Le nozze di Figaro mit der Eberhard-Wächter-Medaille ausgezeichnet.
Er arbeitet als Konzertsänger u. a. mit den Dirigenten Nikolaus Harnoncourt, Sir Simon Rattle, Riccardo Muti, Helmuth Rilling und Fabio Luisi zusammen.
Seit 2003 ist Adrian Eröd an der Wiener Staatsoper engagiert, wo er bereits 2001 als Mercutio in Roméo et Juliette zu sehen war. Wichtige Rollen von ihm an der Staatsoper sind Papageno (Die Zauberflöte), Beckmesser (Die Meistersinger von Nürnberg), Marcello (La Bohème), Conte Almaviva (Le nozze di Figaro), Figaro (Il barbiere di Siviglia), Lescaut (Massenet: Manon und Puccini: Manon Lescaut), Der Auserwählte (Die Jakobsleiter), Paolo (Simon Boccanegra), Don Giulio Gesualdo (Gesualdo), Dr. Falke (Die Fledermaus), Guglielmo (Così fan tutte), Albert (Werther), De Siriex (Fedora),  Loge (Das Rheingold) und zuletzt Jason (Aribert Reimanns Medea). Im Sommer 2009 gab er sein Debüt bei den Bayreuther Festspielen als Beckmesser, eine Partie, die er 2012 auch mit großem Erfolg an der Oper Köln gestaltete.
Er war unter anderem an der Wiener Kammeroper, am Festival Mozart in Schönbrunn, an der Neuen Oper Wien, am Bregenzer Landestheater, am Linzer Landestheater, am Salzburger Landestheater und am Sommerfestival KlangBogen Wien engagiert. Am Linzer Landestheater, wo er von 1997 an fest engagiert war, sang er unter anderem den Figaro (Rossini: Il barbiere di Siviglia), Dandini (Rossini: La Cenerentola), Marcello (Puccini: La Bohème), Pelléas (Debussy: Pelléas et Mélisande) und Olivier (Strauss: Capriccio). Zwischen 2000 und 2003 war Eröd Ensemblemitglied der Wiener Volksoper, wo er unter anderem Don Giovanni (Mozart: Don Giovanni), Prosdocimo (Rossini: Il turco in Italia) und Peter (Lortzing: Zar und Zimmermann) sang.
2003 debütierte er im Teatro La Fenice als Harlekin in Ariadne auf Naxos.
2025 wurde bekanntgegeben, dass er ab 2026/27 die künstlerische Leitung der Opernstudios der Staatsoper übernehmen soll.

## Auszeichnungen
- 2017: Verleihung des Berufstitels Österreichischer Kammersänger[2]

## Diskographie
CD
- J. Strauss Jr: Edition - Vol 51, Marco Polo 1996
- F. Schubert: Magnificat in C-Dur, Carus 1997
- E. Kálmán: Die Csárdásfürstin, Oehms Classics 2002
- R. Benatzky: Bezauberndes Fräulein, Preiser 2002
- H. Reiter: Messe für St Augustin, Kirchenmusik St. Augustin 2004
- E. Zeisl: Letzter Tanz, ORF 2005
- F. Liszt: Complete Songs Vol.1 - Kling Leise, mein Lied, Marsyas 2010
- G. Kühr: Paradisi Gloria 21, BR-Klassik 2010
- C. Gounod: Faust, Valentin, Wiener Staatsoper live, Orfeo 2010
- E. Wellesz: Werke für Kammerorchester, CPO 2010
- F. Schubert: Winterreise, Gramola 2010

DVD
- N. Rota: Aladdin und die Wunderlampe, Magier, live aus der Wiener Staatsoper 2005
- J. Massenet: Werther, Albert, live aus der Wiener Staatsoper Februar 2005, TDK DVD 2005
- R. Wagner: Wagners Nibelungenring für Kinder, Wotan, live aus der Wiener Staatsoper 2007
- R. Wagner: Die Meistersinger von Nürnberg, Sixtus Beckmesser, live aus der Wiener Staatsoper Januar 2008, Euroarts 2009
- G. Puccini: La Bohème, Schaunard, Kultur 2009
- R. Wagner: aus Das Rheingold, Loge, „Über Stock und Stein“ – Ioan Holender Farewell Concert, Deutsche Grammophon 2010
- A. Reimann: Medea, Jason, Arthaus Musik 2010